# Kaatsen

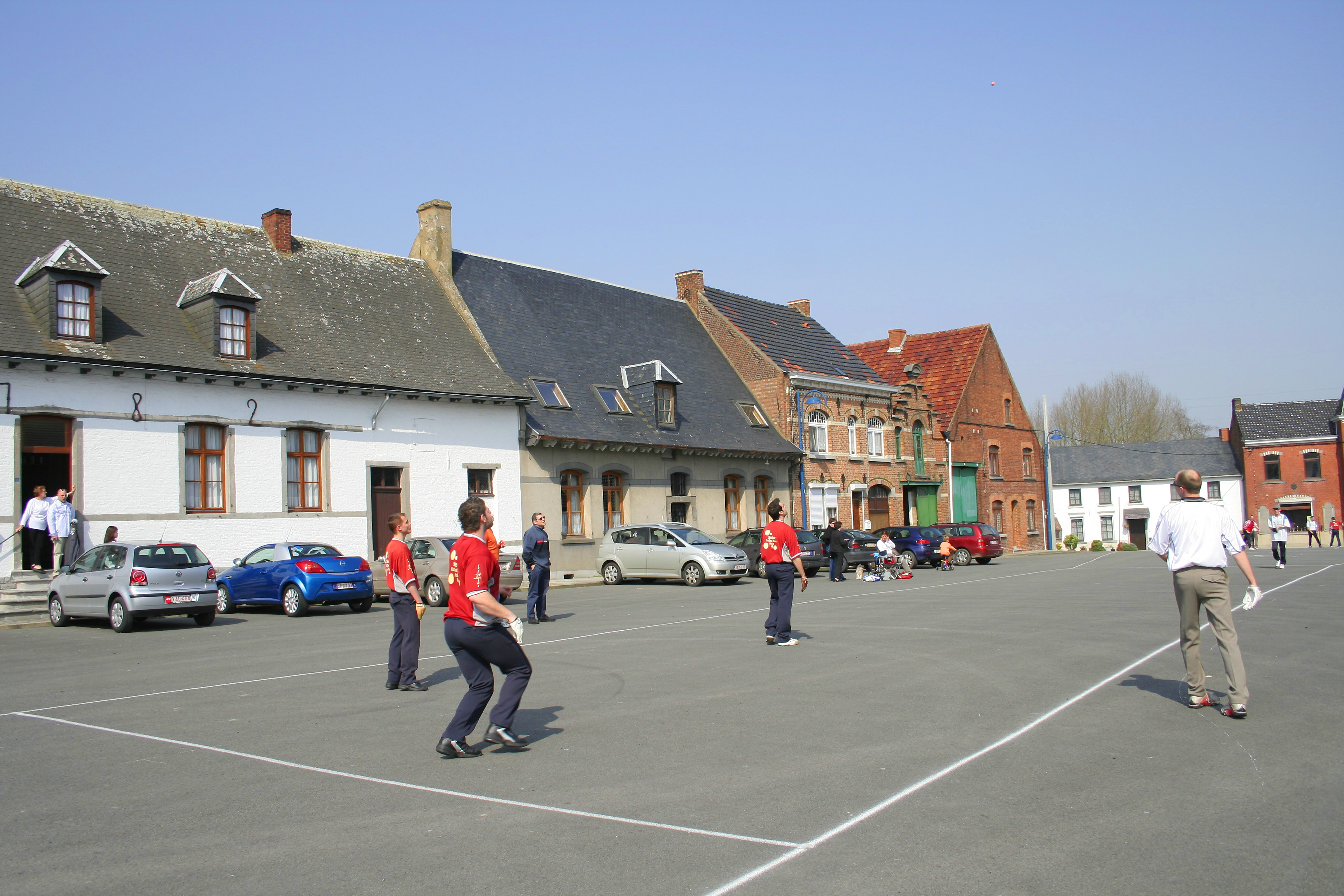
Jeu de pelote in het Belgische Hoves

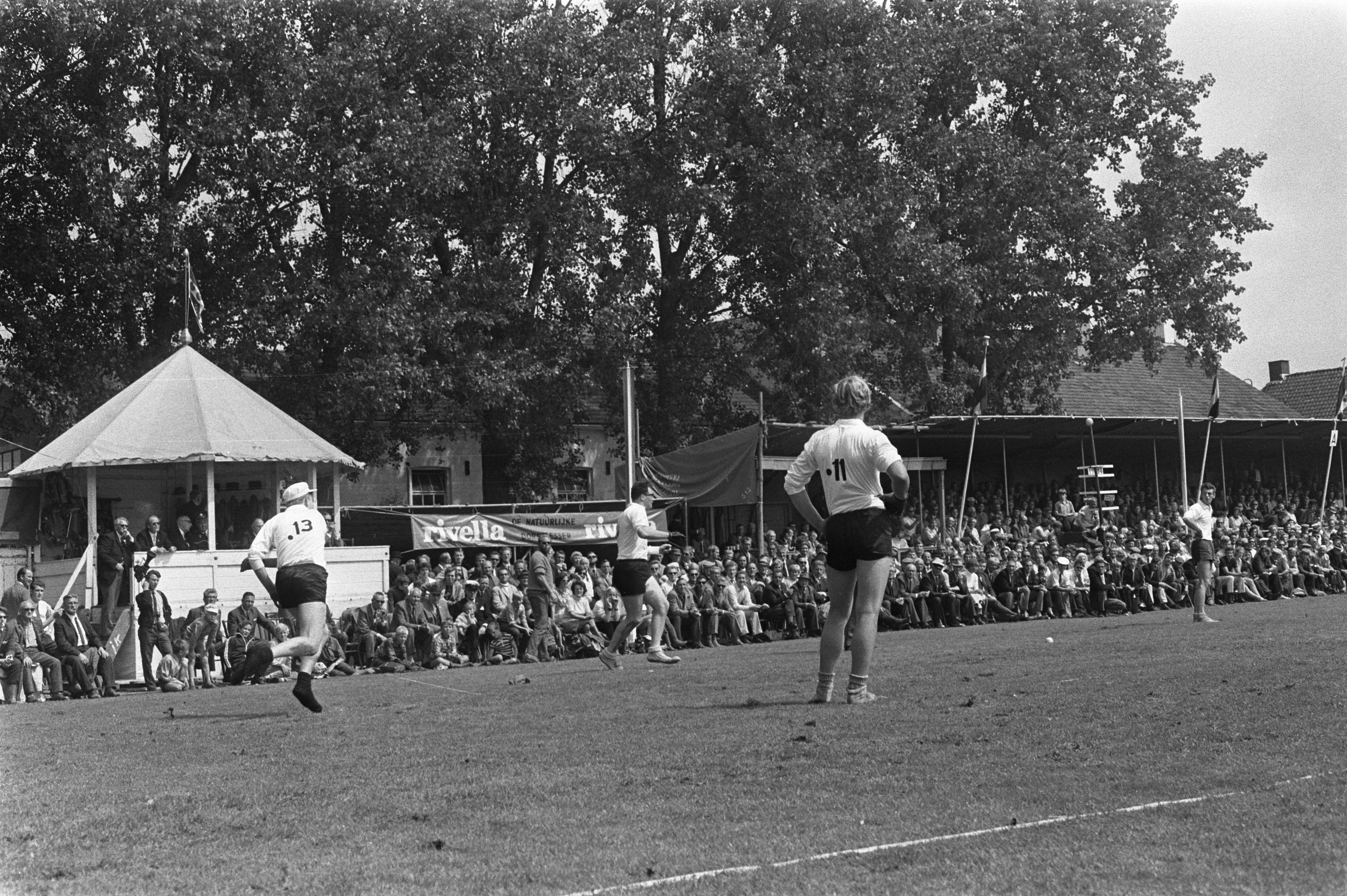
Grote kaatspartij te Franeker op het Sternse Slotland 1970

Kaatsen is een balsport waarbij de bal met de handpalm wordt geslagen. De bakermat ervan ligt in Noord-Franse kloosterhoven, waar in de 12e eeuw het jeu de paume ontstond. Het wordt nu in diverse varianten onder verschillende namen over de hele wereld beoefend. Het kan worden gespeeld tussen ploegen variërend van één tot negen personen. De speltechniek is erop gericht de bal met de handpalm zo te slaan, dat de tegenpartij hem niet reglementair kan terugslaan.

## Het begin
Het jeu de paume begon in de 12e eeuw op de binnenplaats van een Noord-Frans klooster. De ene speler gooide de bal op (opslag) via het schuin aflopende dak van de kloostergang naar de andere speler, die hem teruggooide of terugsloeg. De opslager probeerde vervolgens de bal zo door de opening van de galerij achter zijn tegenspeler te slaan dat die hem niet meer kon raken.
Het jeu de paume werd in de 13e eeuw ook populair buiten de kloostermuren, waar men een plek moest zoeken waar een geschikt schuin dak of luifel was. Het breidde zich uit over heel West-Europa. In Engeland noemde men het al omstreeks 1400 tennis. In de loop van de 13e eeuw werd het spel in kloosters verboden, maar de adel zette het voort in kastelen en hoven. In de 14e en 15e eeuw werd het spel zo populair dat het hier en daar wegens overlast verboden werd. Het was inmiddels ook een volkssport geworden.
Aan het begin van de 16e eeuw gingen intensieve beoefenaars hun hand beschermen met een handschoen of een slaghout gebruiken. Dit laatste bleek een groot voordeel te hebben: door de grotere snelheid en langere afstand was de bal gemakkelijker buiten bereik van de tegenstander te slaan. Het kaatsen in de openlucht binnen de stadsmuren, met of zonder racket, werd verboden. Vervolgens werden er binnen de steden kaatsbanen gemaakt voor ‘caetsen met raketten’. Het kaatsen met de handpalm buiten de stadsmuren werd in de Nederlanden ook wel boerenkaatsen genoemd.

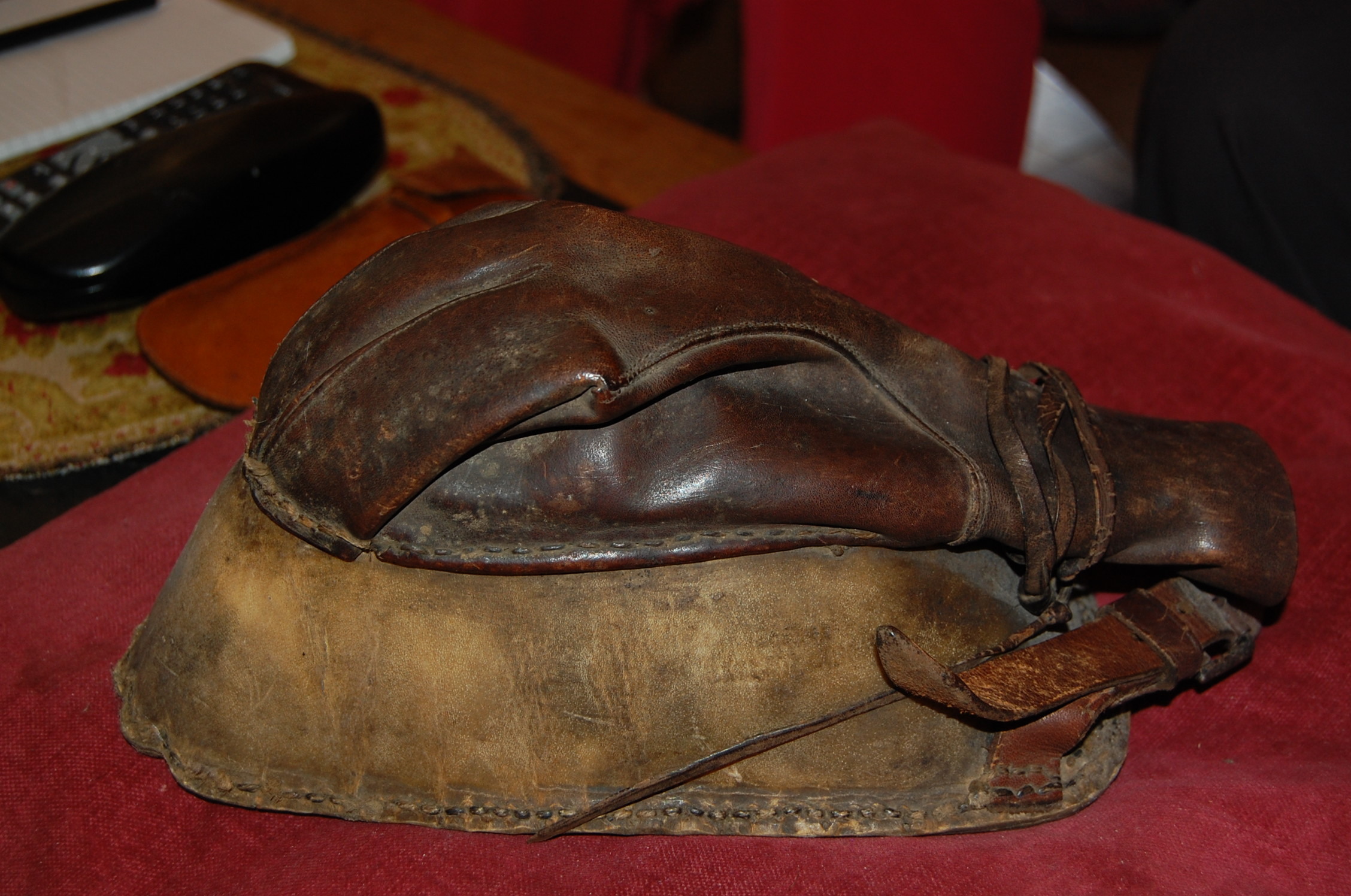
Handschoen bij balle au tamis

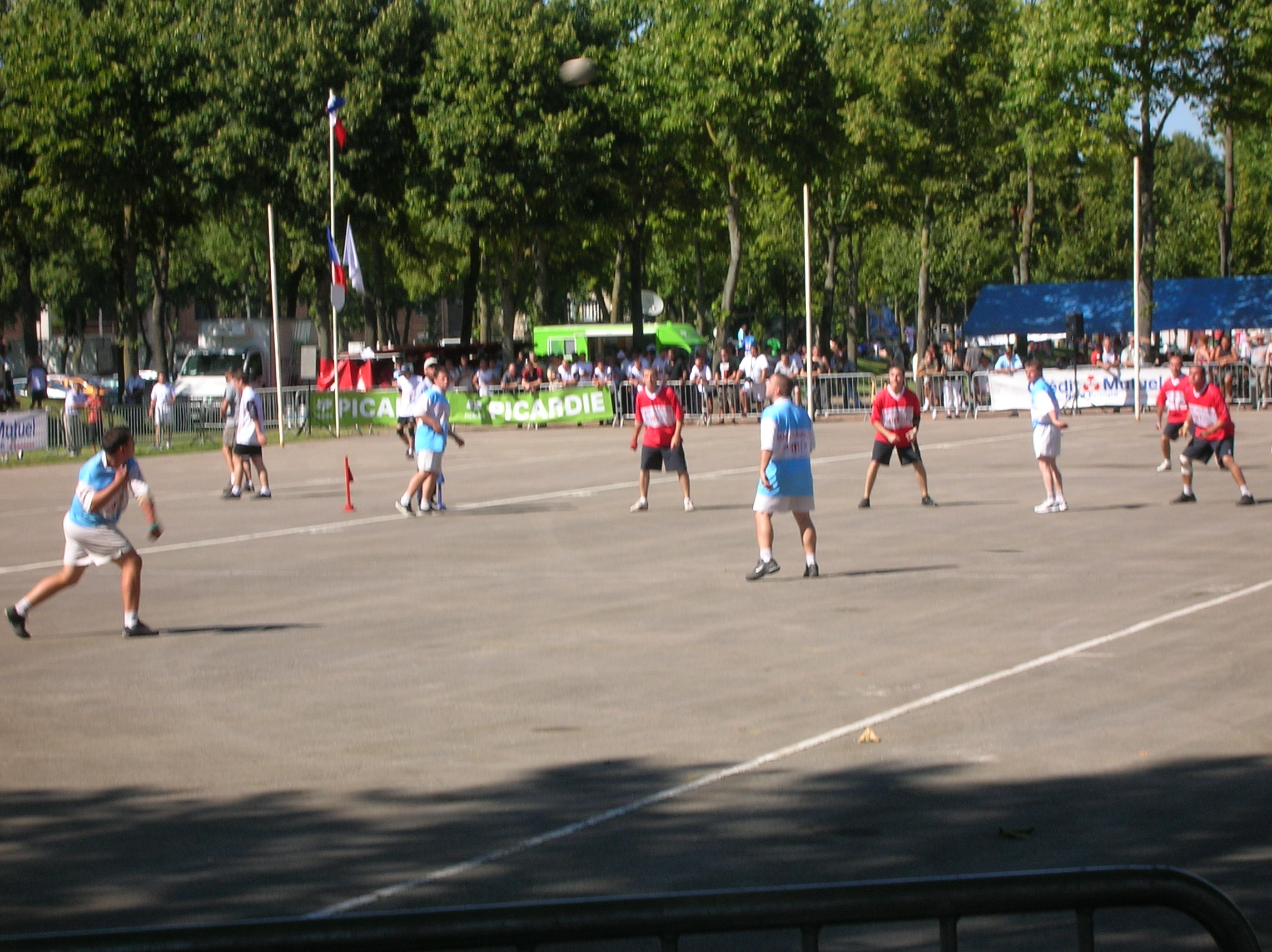
Balon-au-poing in Amiens

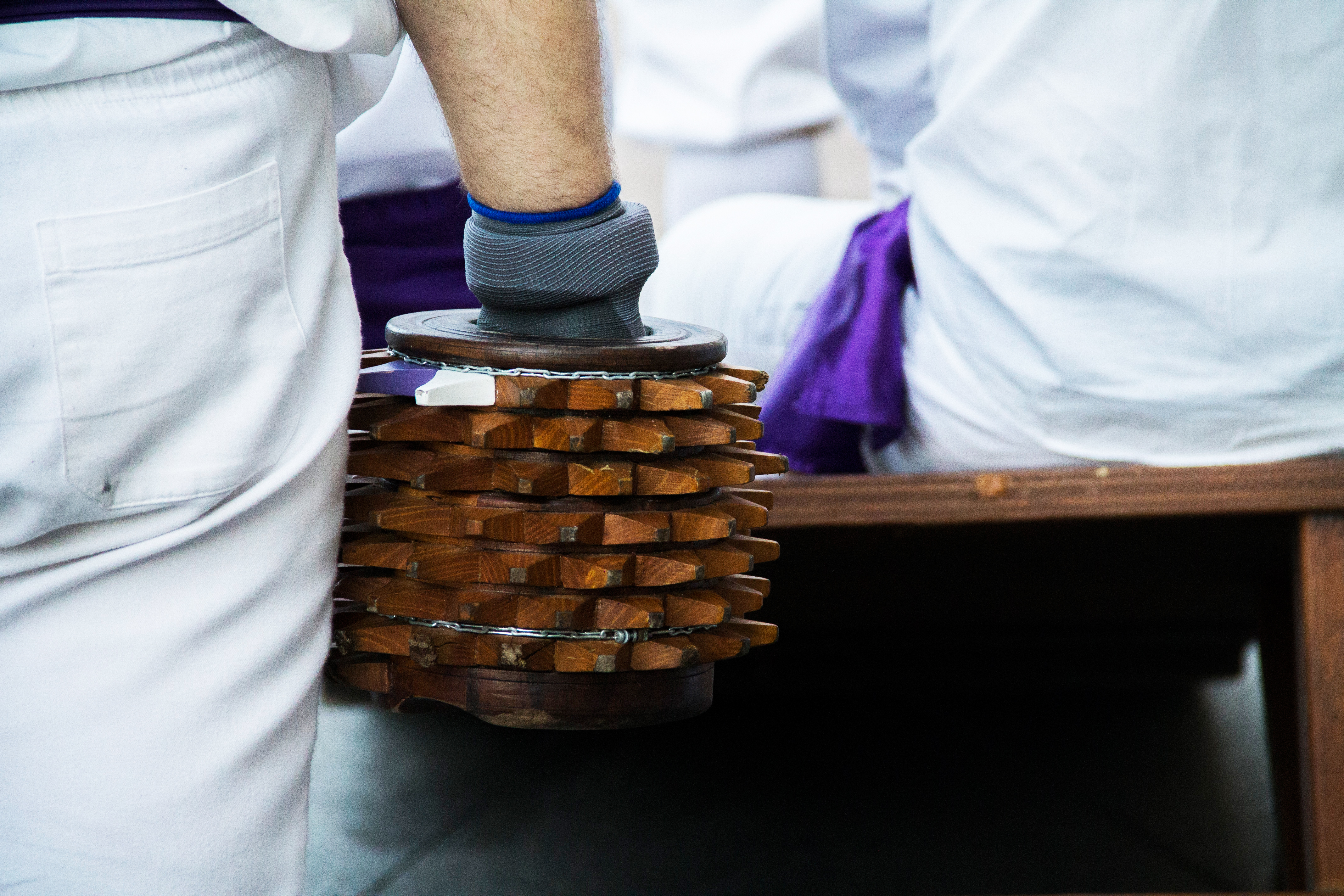
Houten armband in gebruik bij het Italiaanse pallone col bracciale

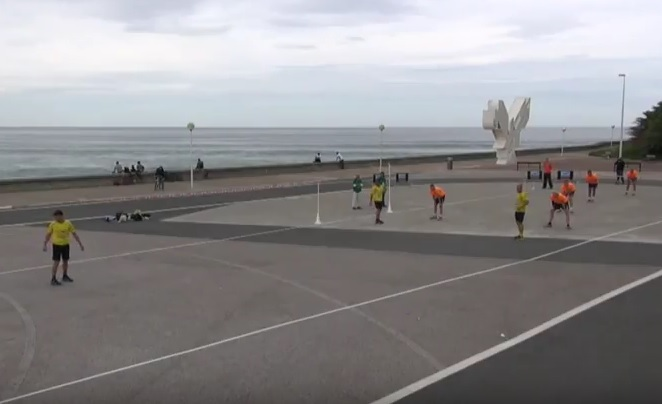
Internationaal spel in Spanje 2016 (Baasrode-Berlikum 6-3)

## Verspreiding van kaatsen met de handpalm
Het kaatsen met de handpalm wordt gespeeld op een grasveld, op een plein, in een straat of in een hal. Bij sommige varianten wordt de bal via een zijmuur of achtermuur gespeeld. Een veel voorkomende naam in het buitenland is pelote of pelota. Onder de naam pelota is het vier keer op de Olympische Spelen te zien geweest.
Vanuit Europa werd door veroveraars en emigranten het kaatsen naar Amerika gebracht.
Bij de meeste varianten wordt er gespeeld om punten: de ploeg die het eerst een bepaald aantal punten heeft verzameld is winnaar. Bij enkele varianten gaat het om terreinwinst: de ploeg die uiteindelijk de verste kaats heeft geslagen is winnaar. 

### Nederland
De spelsoort in Nederland is het Friese kaatsspel zoals dat is gereglementeerd door de in 1897 opgerichte kaatsbond. Het wordt gespeeld op een grasveld tussen twee parturen van drie personen.

### België
Onder de Fédération des jeux de paume Wallonie – Bruxelles valt het balle pelote. Er wordt gespeeld op een harde ondergrond tussen ploegen van vijf personen. Rond Charleroi werd daarnaast het petite balle au tamis gespeeld tussen ploegen van negen personen. De Kaatsentiteit Vlaanderen verzorgt de wedstrijden jeu de pelote voor de Vlaamse gebieden.

### Frankrijk
In Noord-Frankrijk speelt men het balle pelote zoals in België, in de Languedoc het jeu de la balle au tambourin tussen ploegen van zes spelers. 
In Picardië wordt het ballon au poing gespeeld, door ploegen van zes spelers. Het doel is terreinwinst. 

### Spanje
Binnen Spanje kent men in verschillende regio’s afwijkende varianten. Het Llargues wordt gespeeld rond Valencia tussen ploegen van 3, 4 of 5 spelers . Daar wordt ook het frontó gespeeld, één tegen één of twee tegen twee. Bij het Baskische spel, het pelota vasca, wordt gespeeld bij een voormuur, een achtermuur en een zijmuur, ook één tegen één of twee tegen twee. (Het Baskische spel kent drie varianten: met de blote hand, met een racket of met een kleine gebogen mand aan een handschoen.) 

### Italië
Hier is een spelsoort pallone col bracciale die opvalt door de bescherming van de hand: een dikke houten ‘armband’ met uitsteeksels. Er wordt gespeeld in ploegen van vier personen. In Toscane kent men palla dat op straat wordt gespeeld. De ploegen bestaan maximaal uit vijf spelers.  De variant pallapugno wordt gespeeld in Piëmont en Ligurië.  De vuist wordt beschermd door ze in te wikkelen.

### Ierland
De Ierse variant van kaatsen heet liathróid láimhe. Het wordt buiten gespeeld tussen drie muren en binnen tussen vier muren, één tegen één of twee tegen twee.

### Wales
Het kaatsen in Wales heet Pêl-law en is een zeer oude inheemse sport die geldt als de eerste nationale sport. Er is veel overeenkomst met de Baskische variant.

### Engeland
In Engeland is van de racketsporten weer een sport afgeleid waarbij de bal met de gehandschoende of blote hand wordt gespeeld, de fives. Het werd ook wel handtennis genoemd en het wordt gespeeld op een met drie of vier muren omgeven binnenplaats, één tegen één of twee tegen twee.  

### Zweden
Op het Zweedse Oostzee-eiland Gotland is kaatsen onderdeel van een jaarlijkse vijfkamp bij het plaatsje Stånga. Het heet pärk en men kent er twee varianten: bakpärk en frampärk. De laatste lijkt enigszins op Fries kaatsen, het bakpärk is op het eiland de belangrijkste tak. Het wordt gespeeld met een grote bal (doorsnede 8 à 10 cm) die zowel geslagen als geschopt mag worden, in de lucht of na de eerste stuit. Elke ploeg bestaat uit zeven personen. Het gaat erom een zo groot mogelijke kaats te maken. Als iedereen van de opslagpartij een beurt heeft gehad telt alleen de beste kaats. Dan wisselen de ploegen van plaats en mag de andere ploeg proberen een grotere kaats te maken.

### Midden- en Zuid-Amerika
De Spanjaarden brachten het kaatsen naar Amerika. In Bolivia is het onder drie namen bekend: pelota Vasca, genoemd naar de Baskische variant, pelota de mano (spelen met de hand) en kajcha, een term uit de taal van de oorspronkelijke bewoners die ‘met de hand slaan’ betekent. Ook in diverse andere Midden- en Zuid-Amerikaanse landen is de Baskische variant populair. 

### Verenigde Staten
Het Amerikaans handbal is door Ierse emigranten naar de Verenigde Staten gebracht. Het is de 1-muur variant van kaatsen, die vervolgens in de 21e eeuw in een aantal kaatslanden van Europa in opkomst is.

## De internationale spelvarianten
In 1928 is de CIJB (Confédération Internationale du Jeu de Balle) opgericht, waarbij de KNKB is aangesloten. De CIJB organiseert internationale toernooien, die worden toegewezen aan een van de aangesloten landen
De belangrijkste toernooien zijn het Europeeskampioenschap eens in de twee jaar en het Wereldkampioenschap eens in de drie jaar.
Ook voor de jeugd (tot 19 jaar) zijn er internationale toernooien.

Tijdens deze toernooien worden drie spelvarianten gespeeld: het internationale spel, het llargues en het wallball. Tijdens het WK kan door het organiserende land nog een plaatselijke variant aan het toernooi worden toegevoegd.